# Доспехов, Борис Александрович
Борис Александрович Доспехов (10.12.1927 — 05.11.1978) — советский учёный-почвовед, член-корреспондент ВАСХНИЛ (1978).
Родился в с. Проказна Лунинского района Пензенской области.
Окончил Московскую сельскохозяйственную академию им. К. А. Тимирязева (1952). Работал там же: научный сотрудник (1956—1959), ассистент (1959—1961), доцент (1961—1968), профессор (1968—1972), зав. кафедрой земледелия и методики опытного дела (1972—1978).
Академик-секретарь Отделения земледелия и химизации сельского хозяйства ВАСХНИЛ (1978).
Доктор с.-х. наук (1968), профессор (1970), член-корреспондент ВАСХНИЛ (1978).
Награждён 5 медалями СССР, дипломами и медалями ВДНХ, золотой медалью имени В. Р. Вильямса.
Публикации:
- Основы методики полевого опыта: (пособие для учителей). — М.: Просвещение, 1967. — 176 с.
- Планирование полевого опыта и статистическая обработка его данных: учеб. пособие для высш. с.-х. учеб. заведений. — М.: Колос, 1972. — 207 с.
- Научные основы интенсивного земледелия в Нечернозёмной зоне: учеб. пособие / соавт.: А. М. Лыков и др. — М.: Колос, 1976. — 208 с.
- Методика полевого опыта (с основами статистической обработки результатов исследований): учеб. пособие для высш. с.-х. учеб. заведений. — 5-е изд. — М.: Агропромиздат, 1985. — 351 с.
- Практикум по земледелию: учеб. пособие для студентов вузов по агрон. спец. / соавт.: И. П. Васильев, А. М. Туликов. — 2-е изд., перераб. и доп. — М.: Агропромиздат, 1987. — 383 с.